# Чапаев (Мордовия)
Чапа́ев — посёлок в Зубово-Полянском районе Мордовии России. Входит в состав Нововыселского сельского поселения.

## История
Основан в 1930-е годы переселенцами из села Новые Выселки.

## Население
| 2002 | 2010 |
| ---- | ---- |
| 217  | ↘203 |

Национальный состав
Согласно результатам Всероссийской переписи населения 2002 года, в национальной структуре населения мордва-мокша составляли 98 %.